# ASKA Premium Concert Tour Wonderful World 2023
『ASKA Premium Concert Tour Wonderful World 2023』（アスカ・プレミアム・コンサート・ツアー・ワンダフル・ワールド2023）は、ASKAのライブ・ビデオ。2023年9月27日にBlu-rayとCD（2枚組）がセットで発売。完全限定生産盤。発売元はDADAレーベル。

## 解説
広島文化学園HBGホールを皮切りに、2023年4月1日から8月4日にかけて行ったコンサート・ツアー『ASKA Premium Concert Tour -Wonderful World- 2023』の中から、同年5月25日の東京国際フォームA公演の模様が収録されている。
特典としての本作のライブ音源を収録した2枚組CDのほかに、ストリーミング配信を無料で視聴できるシリアルナンバーが付属された。
発売前の4日前にあたる9月23日にはユナイテッド・シネマの全国25会場にて、このライブの模様が『ASKAまさかの先行上映〜 一夜限りのWonderful World Live 「ASKA Premium Concert Tour Wonderful world 2023」』というタイトルで先行上映された。

## 収録曲
- ☆はCHAGE and ASKAの楽曲。

### DISC 1 (Blu-ray)
-Opening-
1. Touch the earth
2. Trip ☆
作詞・作曲：ASKA
3. 自分じゃないか
作詞・作曲：ASKA
4. 地球という名の都
作詞：ASKA　作曲：澤野弘之

-TALK-
1. こんなふうに
作詞・作曲：ASKA
2. 憲兵も王様も居ない城
作詞・作曲：ASKA
3. LOVE SONG ☆
作詞・作曲：ASKA

-TALK-
1. 風の引力
作詞・作曲：ASKA
2. どうしたの?
作詞・作曲：ASKA
3. 青い海になる
作詞・作曲：ASKA

-TALK-
1. C-46 ☆
作詞・作曲：ASKA
2. はじまりはいつも雨
作詞・作曲：ASKA
3. しゃぼん
作詞・作曲：ASKA

-MEMBER紹介-
1. To Love You More
作詞・作曲：デイヴィッド・フォスター／ジュニア・マイルス
セリーヌ・ディオンのカバー。宮﨑薫がゲストボーカルを務めている。
2. You Raise Me Up
作詞：Brendan Graham　作曲：ロルフ・ラヴランド
シークレット・ガーデンのカバー。
3. 僕のwonderful world
作詞・作曲：ASKA

-TALK-
1. 東京
作詞・作曲：ASKA
2. 太陽と埃の中で
作詞・作曲：ASKA
3. モーニングムーン ☆
作詞・作曲：ASKA
4. どんな顔で笑えばいい
作詞・作曲：ASKA
5. 今がいちばんいい
作詞・作曲：ASKA
6. On Your Mark ☆
作詞・作曲：ASKA

-TALK-
1. I feel so good
作詞・作曲：ASKA

-Ending-

### DISC 2 (CD)
1. Touch the earth
2. Trip ☆
3. 自分じゃないか
4. 地球という名の都
5. こんなふうに
6. 憲兵も王様も居ない城
7. LOVE SONG ☆
8. 風の引力
9. どうしたの?
10. 青い海になる
11. C-46 ☆
12. はじまりはいつも雨
13. しゃぼん

### DISC 3 (CD)
1. To Love You More
2. You Raise Me Up
3. 僕のwonderful world
4. 東京
5. 太陽と埃の中で
6. モーニングムーン
7. どんな顔で笑えばいい
8. 今がいちばんいい
9. On Your Mark ☆
10. I feel so good